# Martín Vilallonga
Martín Vilallonga (San Rafael, 8 oktober 1970) is een voormalig Argentijns voetballer.